# 木星横断小惑星
木星横断小惑星（もくせいおうだんしょうわくせい、英語: Jupiter-crosser asteroid）は、その軌道が木星と交差する小惑星である。木星のトロヤ群、内接するもの、外接するもの、共有軌道を取るもの、完全に交差するものに分けることが出来る。このうちトロヤ群と外接小惑星を除いたリストは英語版ウィキペディアを参照。
ダモクレス族のすべて、ケンタウルス族やアモール群・アポロ群などの一部は木星横断小惑星でもある。なお、火星横断小惑星と木星横断小惑星の双方にあてはまり、なおかつそれ以外の惑星には近付かない小惑星は (8373) スティーヴン・グールド、(9767) ミッドサマー・ノートンなど、少なくとも7個が登録されている。